# Département de Magallanes
Le département de Magallanes est une des 7 subdivisions de la province de Santa Cruz, en Argentine. Son chef-lieu est la ville de Puerto San Julián.
Le département a une superficie de 19 805 km2. Sa population s'élevait à 6 536 habitants au recensement de 2001 (source : INDEC).

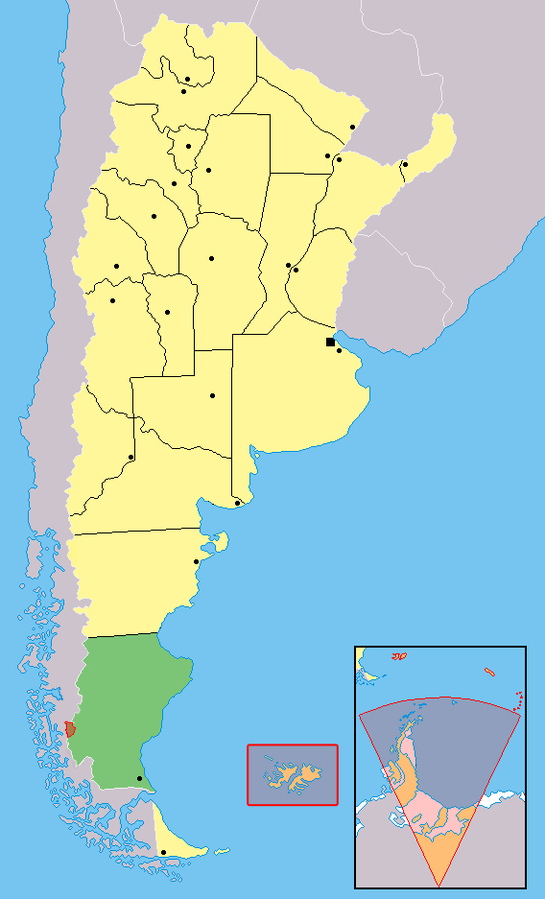
Localisation de la province de Santa Cruz en Argentine